# پرچم عثمانی
این فهرست شامل نشان و پرچم‌های دوران امپراتوری عثمانی است:

## پرچم امپراتوری عثمانی

### ۱۲۹۹–۱۴۵۳

پرچم امپراتوری عثمانی (۱۳۸۳-۱۴۵۳)

### ۱۴۵۳–۱۷۹۳

پرچم امپراتوری عثمانی (۱۴۵۳-۱۵۱۷)
پرچم امپراتوری عثمانی (۱۵۱۷-۱۷۹۳)
پرچم نظامی امپراتوری عثمانی (حدود ۱۵۰۰-۱۷۹۳)
نشان دریایی امپراتوری عثمانی (۱۴۵۳-۱۷۹۳)
نشان یک دریاسالار نیروی دریایی عثمانی (۱۴۵۳-۱۷۹۳)

### ۱۷۹۳–۱۹۲۳

پرچم امپراتوری عثمانی (۱۷۹۳-۱۸۴۴)
پرچم روم‌ایلی عثمانی
پرچم الاسلام عثمانی
پرچم نظامی امپراتوری عثمانی(۱۷۹۳-۱۹۲۳)
نشان دریایی امپراتوری عثمانی (۱۷۹۳-۱۸۴۴)
پرچم دریایی امپراتوری عثمانی (۱۸۴۴-۱۹۲۳)
نشان مدنی امپراتوری عثمانی (۱۷۹۳-۱۹۲۳)
پرچم امپراتوری عثمانی (۱۹۲۳-۱۸۴۴)

نشان سلطنتی «سلطان» عثمانی
نشان دریایی «سلطان» عثمانی

نشان امپراتوری عثمانی

## نشان امپراتوری عثمانی

پرچم سلطنت عثمانی

پرچم الاسلام عثمانی

## تفاوت پرچم ترکیه با پرچم عثمانی

پرچم امپراتوری عثمانی

تفاوت پرچم‌های جمهوری ترکیه و امپراتوری عثمانی در نشانه وسط آنها است؛ ماه و ستاره پرچم امپراتوری عثمانی بزرگتر از ماه و ستاره پرچم جمهوری ترکیه است و دهانه هلال ماه آن نیز بازتر؛ همانگونه که در تصاویر مشاهده می‌شود:

پرچم جمهوری ترکیه